# NHL 1966/1967
Sezóna 1966/1967 byla 50. sezonou NHL. Vítězem Stanley Cupu se stal tým Toronto Maple Leafs.

## Konečná tabulka základní části
| Tým                 | Z  | V  | P  | R  | B  | VG  | IG  |
| ------------------- | -- | -- | -- | -- | -- | --- | --- |
| Chicago Black Hawks | 70 | 41 | 17 | 12 | 94 | 264 | 170 |
| Montreal Canadiens  | 70 | 32 | 25 | 13 | 77 | 202 | 188 |
| Toronto Maple Leafs | 70 | 32 | 27 | 11 | 75 | 204 | 211 |
| New York Rangers    | 70 | 30 | 28 | 12 | 72 | 188 | 189 |
| Detroit Red Wings   | 70 | 27 | 39 | 4  | 58 | 212 | 241 |
| Boston Bruins       | 70 | 17 | 43 | 10 | 44 | 182 | 253 |

## Play off
|  | Semifinále | Semifinále          | Semifinále |  |  | Finále Stanley Cupu | Finále Stanley Cupu | Finále Stanley Cupu |
|  |            |                     |            |  |  |                     |                     |                     |
|  | 1          | Chicago Black Hawks | 2          |  |  |                     |                     |                     |
|  | 3          | Toronto Maple Leafs | 4          |  |  |                     |                     |                     |
|  |            |                     |            |  |  | 1                   | Toronto Maple Leafs | 4                   |
|  |            |                     |            |  |  | 2                   | Montreal Canadiens  | 2                   |
|  | 2          | Montreal Canadiens  | 4          |  |  |                     |                     |                     |
|  | 4          | New York Rangers    | 0          |  |  |                     |                     |                     |

## Ocenění
| Prince of Wales Trophy:       | Chicago Black Hawks                             |
| Art Ross Trophy:              | Stan Mikita, Chicago Black Hawks                |
| Calder Memorial Trophy:       | Bobby Orr, Boston Bruins                        |
| Conn Smythe Trophy:           | Dave Keon, Toronto Maple Leafs                  |
| Hart Memorial Trophy:         | Stan Mikita, Chicago Black Hawks                |
| James Norris Memorial Trophy: | Harry Howell, New York Rangers                  |
| Lady Byng Memorial Trophy:    | Stan Mikita, Chicago Black Hawks                |
| Vezina Trophy:                | Glenn Hall & Denis DeJordy, Chicago Black Hawks |
| Lester Patrick Trophy:        | Gordon Howe, Charles F. Adams, James E. Norris  |